# ごめんね、今でも好きで居ます
「ごめんね、今でも好きで居ます」（ごめんね いまでもすきでいます）は高岡亜衣の9枚目のシングル。
約9ヶ月ぶりにリリースしたシングルで、「Music B.B.」4月度エンディングテーマ。歌詞がストーリー風になっていることもあり、4月から5月末にかけて続編を公募するという異例な企画を行っていた。

## 収録曲
全曲 作曲:高岡亜衣 編曲:小林哲
1. ごめんね、今でも好きで居ます
作詞:高岡亜衣
2. 戻れない二人
作詞:高岡亜衣
3. ごめんね、今でも好きで居ます(inst.)

## 参加ミュージシャン
- 増崎孝司(DIMENSION) - ギター
- 岡本仁志(GARNET CROW) - ギター